# ショッカー怪人 (テレビシリーズ新1号編)
- 仮面ライダーシリーズ
  - 仮面ライダー > ショッカー > ショッカー怪人 > ショッカー怪人 (テレビシリーズ) > ショッカー怪人 (テレビシリーズ新1号編)
  - 仮面ライダーシリーズ登場怪人一覧 > 仮面ライダーシリーズ第1期登場怪人一覧 > ショッカー怪人 > ショッカー怪人 (テレビシリーズ) > ショッカー怪人 (テレビシリーズ新1号編)

ショッカー怪人 (テレビシリーズ新1号編)では、特撮テレビ番組『仮面ライダー』の登場キャラクターであるショッカー怪人のうち「仮面ライダー新1号編」に該当する第53話から第79話までに登場するものを列挙する。

## ジャガーマン
第53話・第66話・映画『仮面ライダー対じごく大使』に登場。
ヒョウをモチーフとする改造人間。テレパシーによってあらゆる動物を操る能力を持つ。戦闘員とともにオートバイを駆る。
ペットや動物園の猛獣などを操って人間を襲わせるアニマルパニック作戦に従事し、黒衣の男に扮して多摩動物公園で下準備を進める。一方で仮面ライダーから作戦の目をそらすため、戦闘員によるオートバイ部隊・殺人ライダーチームを率いて本郷猛を襲撃し、追跡してきた猛と滝和也がアジトを探している間にアニマルパニック作戦を開始する。
動物園で自身を目撃したトッコと居合わせた五郎とライダーガールズを襲い、猛らが現れ逃走するが、猛が追ってきている間に滝らを拉致する。そして人質を盾に猛も捕らえ、十字架にかけて火あぶりにするが、檻から脱出した滝に妨害される。猛が変身した仮面ライダー新1号と戦い、ライダーヘッドクラッシャーを受けて十字架の崖下に落とされ、動物たちに加勢を求め叫ぶが叶わず力尽きて爆死する。
第66話では、地獄大使が執り行う悪魔祭りによりショッカー墓場から蘇る。1号に悪魔祭りが妨害されると、他の怪人と共に1号と戦うが、岩場に投げられ倒される。
映画『仮面ライダー対じごく大使』では、地獄大使に率いられた再生怪人軍団の1体として登場。サイギャングとともに戦闘員オートバイ部隊を率いて、地獄大使を追跡する新1号を阻む。時間稼ぎが成功すると退却する。
- 声 - 池水通洋（第53話）、谷津勲（第66話[11]・映画[10][11]）
- スーツアクター - 滑川広志[出典 10]
- 脚本での名称は人間豹であった[出典 11]。
- スーツでは、バイクに乗るシーンがあることから手袋の内側はシンプルになっている[13]。
- オートバイの使用は、毎日放送編成局長の廣瀬隆一の後押しにより自動車メーカーとタイアップが締結され、同社オートバイチームの撮影協力が得られたことによる[4]。
- 第66話の脚本では登場の指定はなく、現場判断による[14]。
- ジャガーマンに関連するキャラクター
  - 『仮面ライダー剣』に登場するジャガーアンデッドのアーマーは、ジャガーマンがモチーフになっている[15][16]。

### その他の作品に登場するジャガーマン
- 映画『仮面ライダー×スーパー戦隊×宇宙刑事 スーパーヒーロー大戦Z』では、スペースショッカーのスペースイカデビル軍に所属する怪人として登場。
- 映画『オーズ・電王・オールライダー レッツゴー仮面ライダー』ではショッカーの怪人として登場。劇中における1971年の世界にも再生怪人軍団の1体としてイカデビル、ガラガランダ、ザンジオー、ガニコウモルと共に登場。
- 映画『平成ライダー対昭和ライダー 仮面ライダー大戦 feat.スーパー戦隊』では、地下帝国バダンの怪人として登場。
- ゲーム『オール仮面ライダー ライダージェネレーション』では、他の怪人同様、ジュダの配下として登場。
- ゲーム『オール仮面ライダー ライダージェネレーション2』では、他の仮面ライダーや怪人同様、ゴウラによって複製される。
- 漫画『仮面ライダーSD マイティライダーズ』では、地獄大使の命令で、ペットを操る作戦を実行。

## 海蛇男
第54話・映画『仮面ライダー対じごく大使』に登場。
ウミヘビをモチーフとする改造人間。首に巻きついたヘビの両目から放つプリズムアイで光を屈折させて太陽光線と交わらせることで幻影を映し出す能力を持つ。このヘビは15mまで伸ばすことができ、敵を締め付ける武器になる。また口から人間を溶かす白煙を吐く。怪人トレーニングキャンプとして占拠した奥山村にアジトを構えている。
プリズムアイを用いて世界に混乱を巻き起こす計画に従事し、奥山村で能力を鍛えている。村から脱走した男と男が出会ったトラック運転手らを殺害し、無人のトラックを走らせる。また偶然村を訪れた滝和也を捕らえ、滝の乗って来たヘリを無人で飛ばす。村に近づく本郷猛を襲い、猛が変身した仮面ライダー新1号を滝に落とす。
村へ辿り着いた猛をプリズムアイで翻弄して捕らえ、地獄大使の命令で処刑しようとするが捕らえていた鎖をちぎられ、アジトのプリズムアイ装置を破壊される。そして新1号と戦い、ライダー背面ジャンプで捕らえられたまま頭を打ち付けられた後にライダーキックの連続攻撃で倒される。
映画『仮面ライダー対じごく大使』では、地獄大使に率いられた再生怪人の1体として登場。
- 声 - 市川治（第54話）、関富也（映画）[10][11]
- スーツアクター - 岡田勝[出典 20]
- 怪人の名称を子供にわかりやすいものにという配慮から、ゴキブリ男・毒トカゲ男などとともに初期と同様の◯◯男というネーミングになった[4]。新1号編開始に伴う原点回帰と解釈されることもあるが、プロデューサーの阿部征司はこれを否定しており、ネーミングパターンがネタ切れになったため、仮称がそのまま採用されたとも述べている[22]。
- スーツでは首に巻いたヘビは別パーツとなっており、装着時はフックで固定している[13]。
- 脚本では耳まで裂けた口を持つと記述されていた[4]。
- 朝日ソノラマによる第5回怪人軍団撮影会では、手袋を左右逆に装着していた[13]。
- 『仮面ライダークウガ』に登場するゴ・ベミウ・ギは、海蛇男をモチーフにしている[23]。

## ゴキブリ男
第55話・映画『仮面ライダー対じごく大使』に登場。
ゴキブリをモチーフとする改造人間。インチキ殺虫剤を売る詐欺師の1人である黒木が改造される。口から人間の老化を急速に速めて、1週間以内に死亡させる細菌を吐く。また、飛行能力も持つ。
細胞を老化させる細菌をアドバルーンに詰めて散布するアドバルーン作戦に従事し、日本全土を老人化させようとした。特殊バイ菌の性能テストを実施後、老化した人間に触れただけでも伝染するように菌を強化し、開発する。改造前からの相棒である井川に細菌入りの風船を配らせ、正体が露見すると子供を実験台にするため誘拐し逃走する。五郎の連絡を受けて追ってきた本郷猛と戦い、逃げた井川に細菌を吹きかけて老化させるが、滝和也によって子供たちは逃される。
風船に仕込んだ細菌が感染を広げていくと、地獄大使から最終段階としてアドバルーン作戦の決行と猛の抹殺を命じられ、強化した特殊バイ菌を満載させたアドバルーンを打ち上げようとした。病院に運ばれていた井川を窓から落とし、病室にいた滝に細菌を吹きかけるが、井川が持っていた解毒薬により2人は事なきを得る。そして太陽ビルのデパートの屋上で作戦を決行しようとするが、井川から作戦の詳細を聞いた仮面ライダー新1号と滝に妨害され、ライダー反転キックで屋上から地面に落とされ、黒木の姿に戻るが炎上して消滅する。
『仮面ライダー対じごく大使』では、地獄大使に率いられた再生怪人軍団の1体として登場。カミキリキッドに率いられ、エミとトッコを救出しようとした本郷をセミミンガ・ギリーラとともに襲う。秘密をもらしかけたためにカミキリキッドに処刑される。
- 演（黒木） - 平松慎吾[出典 28]
- 声 - 峰恵研（第55話）、市川治（映画）[10][11]
- スーツアクター - 岡田勝[出典 29]
- 朝日ソノラマによる第5回怪人軍団撮影会では、羽根パーツを装着していない状態で撮影された[13]。
- 『仮面ライダー対じごく大使』の脚本ではカミキリキッドに処刑される描写はなかった[14]。
- その他の作品に登場するゴキブリ男
  - 漫画『仮面ライダーSD マイティライダーズ』では、地獄大使の命令で、食べ物を腐らせる作戦を実行する。

## ギリーラ
第56話・映画『仮面ライダー対じごく大使』に登場。
毒蝶をモチーフとする改造人間。アマゾンで発見された悪魔の蝶ギリーラ（架空の蝶）をベースとし、発見者である蝶収集家の九条みわが改造された姿である。羽根に人間を即死させる毒鱗粉を持つ。口からは毒矢を放つ。設定ではジェット機並みの速度で飛行できるとされる。九条邸の地下にアジトを構えている。
カプセルに詰めた毒鱗粉を日本各地の貯水池に投げ込む毒水計画に従事し、奥多摩ダムの付近で人々を誘拐してカプセルの製造作業や人体実験に利用している。人々が行方不明になった現場で発見された毒鱗粉について九条を訪ねた滝和也を捕らえ、時限爆弾で殺害しようとするが、仮面ライダー新1号によって妨害される。
その後、立花藤兵衛を人質にして再び屋敷を訪れた本郷猛と滝を牢に捕らえる。地獄大使の命令により、奥多摩ダムで毒水計画を実行に移そうとするが、地獄大使の拷問を逃れた新1号に妨害され、ライダーキックを受けてダムに激突して爆発する。
『仮面ライダー対じごく大使』では、地獄大使に率いられた再生怪人軍団の1体として登場。カミキリキッドに率いられ、エミとトッコを救出しようとした本郷をゴキブリ男・セミミンガとともに襲う。
第53話から第67話までのオープニング映像、第53話以降のエンディング映像にも登場している。
- 演（九条みわ）・声 - 建部道子[出典 40]
- スーツアクター - 岡田勝[出典 41]
- 似たモチーフのドクガンダー（成虫）と印象を変えるため、左右非対称のデザインとなっている[29]。
- 脚本では、滝が鏡に映ったみわの姿がギリーラになっていることを目撃し、正体を見破られるという展開であった[4]。また、最後はライダー・サイクロン・ジャンプという技で倒されるという展開であった[4]。
- 書籍『仮面ライダーの常識』では、仮面ライダーシリーズで初めて貯水池に毒を入れる作戦を行った怪人として紹介されている[36]。

## ドクモンド
第57話・映画『仮面ライダー対じごく大使』に登場。
クモ（ツチグモ、土蜘蛛）をモチーフとする改造人間。地中を移動する能力を持ち、人間を地中に引きずり込んで白骨化させる。また、粘着性の糸をロープや鞭のように使う。足からは本物のクモと同様に油が出ている。
物理学者・沢田行彦が開発した液体火薬の研究データを奪うことを任務とする。沢田の乗った自動車を追いかけるが、同車は崖から転落し、駆けつけた仮面ライダー新1号と戦って逃走する。奪取に失敗したことで地獄大使から処刑を宣告されるが、沢田が一命を取り留めたことを知った首領により、止められる。そして、地獄大使の発案で沢田の脳を改造人間に移植するため、沢田を病室から拉致しようとするが、待ち伏せていた本郷猛に妨害されて逃走する。
沢田が入院する病院の院長を殺害して成り代わり、手術を行うふりをして沢田を拉致する。しかし、足跡の油を追ってきた新1号にアジト潜入を許すこととなり、地中に仮面ライダーを引きずり込もうとするが、穴から逆に引きずり出されてライダーキックで倒される。
映画『仮面ライダー対じごく大使』では、地獄大使に率いられた再生怪人軍団の1体として登場。
第53話以降のオープニング・エンディング映像にも登場している。
- 声 - 辻村真人（第57話）、峰恵研（映画）[10][11]
- スーツアクター - 滑川広志[出典 50]
- 第56話・第57話は新1号編で最初に撮影された作品であるため、第1話の蜘蛛男と同じくクモをモチーフとする怪人となった[出典 51]。また、過去に使用したモチーフの亜種を用いることでネタ切れを回避する狙いもあった[37]。書籍『仮面ライダー怪人列伝』では、地中を移動する能力が強調されていたのは蜘蛛男との差別化を意図したものと推測している[39]。
- 脚本では立花レーシングの天井を這いまわるというシーンが存在した[39]。
- 頭部の触角は中に針金が入っていることから形状を自在に変えることができ、朝日ソノラマによる第5回怪人軍団撮影会では触角が直立した状態であった[13]。

## 毒トカゲ男
第58話・第66話・映画『仮面ライダー対じごく大使』に登場。
毒トカゲをモチーフとする改造人間。劇中では毒トカゲと呼ばれているが、後年には公称を毒トカゲ男で統一されている。
口から赤い溶解液を吐く。また、15メートルまで伸びる長い舌も武器とし、敵を縛り上げる。
ショッカー首領が画策する科学力増強作戦に必要な物理学者のエドワード博士と数学者ケインズ博士を蘇らせるため、太田黒博士が発明した死体蘇生薬Xアルファー液を奪うことを任務とする。行き倒れの男に扮して大田黒の助手である山本を殺害するが、死に際の彼にXアルファー液を燃やされて奪取に失敗したため、地獄大使に叱責される。大首領に命令され、大田黒のもう1人の助手である橋本良子を誘拐し、大田黒にXアルファー液の研究書類の引き渡しを要求するが、駆けつけた本郷猛に妨害される。追ってきた仮面ライダー新1号と戦い、溶解液を吹きかけて吊り橋から川へ落とす。
再び良子を人質に大田黒を脅迫し、本郷と滝和也に書類を持って来させるよう要求する。1人で受け渡し場所へやって来た滝を捕らえるが、後から来た新1号に良子の処刑は阻止される。最後は新1号と戦い、ライダーキックで舌を切られ、逃げ出そうとしたところにライダーヘッドクラッシャーを受けて爆発する。
第66話では、地獄大使が執り行う悪魔祭りにより、ショッカー墓場から蘇る。復活した際、地獄大使から「毒トカゲ男」と呼ばれている。ハリネズラスとともに立花レーシングクラブを襲撃し、新1号に悪魔祭りを妨害されて他の怪人とともに戦うが、ライダー返しで倒され爆発する。
映画『仮面ライダー対じごく大使』では、地獄大使に率いられた再生怪人軍団の1体として登場。ここでは自ら「毒トカゲ男」と名乗っている。新1号に投げ飛ばされ、ミミズ男に激突して滑り落ち、爆死する。
- 演（男） - 里木佐甫良[2][45] / 声 - 関富也（第58話・第66話[11]）、山下啓介（映画）[10][11] / スーツアクター - 岡田勝[出典 62]
- デザインは『たのしい幼稚園新案カード 図鑑ぼくらの仮面ライダー』で描かれていたイグアナ男が原案とされる[37]。

### その他の作品に登場する毒トカゲ男
- 映画『仮面ライダー×仮面ライダー W&ディケイド MOVIE大戦2010』では、スーパーショッカーの怪人として登場。
- 映画『オーズ・電王・オールライダー レッツゴー仮面ライダー』では、歴史改変の影響によって世界征服を実現したショッカーの怪人として登場。1971年の世界ではシオマネキングと共に少年仮面ライダー隊を襲撃するも、駆け付けた仮面ライダー1号・2号に阻止され、最後は1号のライダーキックを受けて爆発。
- 映画『平成ライダー対昭和ライダー 仮面ライダー大戦 feat.スーパー戦隊』では、地下帝国バダンの怪人として登場。
- 映画『スーパーヒーロー大戦GP 仮面ライダー3号』では、歴史改変の影響によって世界征服を実現したショッカーの怪人として登場。最終決戦では仮面ライダーファイズのクリムゾンスマッシュでロブスターオルフェノク共々倒された。
- 映画『仮面ライダー1号』では、ショッカーの怪人として登場。ウルガ（怪人態）の爪による切り裂き攻撃によってトドメを刺され「ショッカーァァァ!!」と断末魔を上げ、爆死する。声は関智一[47]。

## ミミズ男
第59話・映画『仮面ライダー対じごく大使』に登場。
ミミズ（シマミミズ）をモチーフとする改造人間。殺人リングを相手の首に巻きつけて殺害する。放射能への耐性を持つ。左腕の鞭が武器。
ビキニ諸島で行われた核実験で唯一生き残った生物であるシマミミズを基に作られていることから、コバルト60の10倍の威力を持つコバルト120を用いた放射能作戦に従事し、アジトに近づく人間を処刑している。誤って宝石泥棒の野上辰三と三郎に奪われたコバルト120を奪い返そうとし、柿沼を調査しに来ていた本郷猛と滝和也に阻止されるが、殺人リングで仮面ライダー新1号の首を絞め崖下に落とす。
逃げ延びた三郎を脅して本郷の下へ渡ったコバルト120を奪わせ、猛らも毒薬で殺害しようとするが、三郎が脅されたことを告白したため失敗する。捕らえていた辰三を処刑しようとするが新1号に妨害され、殺人リングも脱出法を編み出されていたため通用せず、ライダーキックを受けて海中に落ちてアジトとともに爆死する。
映画『仮面ライダー対じごく大使』では、地獄大使に率いられた再生怪人軍団の1体として登場。左手は5本指になっている。新1号に投げ飛ばされた毒トカゲ男と激突し、滑り落ちて爆死する。
- 声 - 八代駿（第59話）、峰恵研（映画）[10][11]
- スーツアクター - 岡田勝[出典 72]
- 仮面ライダーとミミズ男の対決シーンは第59話の放送1ヶ月以上前からコイズミ学習デスクのCMにも使用されていた[37][48]。
- その他の作品に登場するミミズ男
  - 小説『S.I.C. HERO SAGA MASKED RIDER DEN-O EDITION -1971年4月3日-』では、1971年4月3日にネガタロスによって連れてこられる。
  - プレイステーション2用ソフト『仮面ライダー 正義の系譜』に登場[52]。選定理由は気持ち悪いから[52]。

## フクロウ男
第60話に登場。
フクロウをモチーフとする改造人間。目に埋め込まれた殺人レントゲン装置から人間を白骨化させる殺人レントゲン光線を放つことができる。設定では、夜行性だが接眼フィルターを取り付けることで昼間の活動が可能になったとされる。翼状の腕による飛行が可能。
殺人レントゲン光線を起爆エネルギー電波として大時計を爆破し、受信装置を取り付けた日本中の時計を誘爆させる大時計爆発計画に従事する。コヒーレント・レザー装置を使用することで殺人レントゲンを爆薬の起爆エネルギー電波に変えることで、レーダー感知式の爆弾を一斉に爆破させようとした。殺人レントゲンのテストを行った後、最後の受信装置を向ヶ丘遊園の花時計に仕掛ける。そして殺人レントゲンのテストを目撃した女学生からショッカーの暗躍を知った本郷猛と滝和也を襲い、仮面ライダー新1号と滝を痛めつけるが、自身も木の棒で鳩尾を突かれ逃走する。
その後、地獄大使からレーダー装置完成の遅れを叱責され、見せしめに囚人を殺害する。一方で、捕らえた戦闘員から計画を知った猛により花時計の装置が解除されたため、猛と滝を戦闘員らに襲わせ、新1号を火だるまにしようとさせるが脱出される。そしてアジトへ突入した1号と戦い、ライダーハンマーによって投げ飛ばされた後にライダーキックを受けて崖下に転落して爆発する。
- 声 - 山下啓介
- スーツアクター - 久本昇[出典 81]
- 脚本ではフクロウガンという名称であった[出典 82]。カルビー『仮面ライダースナック』付属の仮面ライダーカードではこちらの名称を用いている[出典 83]。
- 関連書籍では、日本中の時計を誘爆させるという計画について理解に苦しむ作戦と評している[出典 84]。
- 映画『仮面ライダー対じごく大使』の脚本では、ザンジオーではなくフクロウ男が再生怪人軍団のリーダーとして登場する予定であった[14][37]。
- その他の作品に登場するフクロウ男
  - すがやみつる版漫画『新・仮面ライダー』ではフォッサマグナを爆破する作戦でメインを張る。TV版とは違い、翼は腕とは別に背中から生えている。本郷ライダーに絞められて計画をバラそうとしたミミズ男を殺人レントゲンで爆殺し、ジャガーマンが捕らえた五郎を人質にすることでライダーをも捕縛。フォッサマグナ上にある海底火山ごとライダーを爆破しようとするも、脱出したライダーと交戦し、両目を潰された上でライダーキックで撃破された。

## ナマズギラー
第61話に登場。
デンキナマズをモチーフとする改造人間。アンデスの山奥に棲息するデンキナマズを死神博士が改造したもので、南米から帰国した死神博士が地獄大使への土産物として連れてくる。10メートルまで伸びる髭には10万ボルトの高圧電流が流れているが、太陽光を用いて太陽反射塔にて充電を行う必要がある。髭を取り外してムチとしても用いる。コントロール装置をセットさせ、5万ボルトの電気を持つ電気人間とすることができる。
アジトの近くへ迷い込んだ石倉五郎を殺害しようとするが、五郎を人質にしようと考えた地獄大使によって止められ、本郷猛の抹殺を指示される。そして、死神博士に指揮されて仮面ライダー新1号と戦うが、次の作戦のため死神博士に退却を命じられる。
五郎を電気人間として猛らを殺害しようとするが失敗し、次にアジトを探っていた滝和也を捕らえて電気人間にして猛を襲わせるがこちらも失敗する。そして自ら1号と戦うが電力が低下し、太陽光線を反射していた塔の反射装置が立花藤兵衛らによって固定されたため電気を得ることができず、エネルギー切れを起こして弱り切ったところにライダー反転キックを受けて反射装置ごと爆発する。
- 声 - 関富也
- スーツアクター - 岡田勝[出典 94]
- スーツはクランクインギリギリでの完成となったが、初日から海での撮影があったため、美術の八木功はホテルのボイラー室でスーツの乾燥作業に追われたという[37]。
- その他の作品に登場するナマズギラー
  - ゲーム『仮面ライダー 正義の系譜』[52]では、『仮面ライダーV3』の時代に再生され、仮面ライダーV3と対戦する。選定理由は好きだから[52]。
  - 漫画『仮面ライダー11戦記』では、ガイストの再生強化怪人として登場。KD計画を追う仮面ライダーアマゾンを放電で攻め立てるが、同じく電気攻撃を得意とする城茂（仮面ライダーストロンガー）に電気を奪われ、アマゾンの大切断により倒される[63]。

## ハリネズラス
第62話・第66話・映画『仮面ライダー対じごく大使』に登場。
ハリネズミをモチーフとする改造人間。全身に生えた殺人針には人間を白骨化させる殺人ビールスが仕込まれており、これを自由に操ることができる。針には爆発する爆弾針もある。左手は長い2本爪になっており、設定では10センチメートルの鉄板を切り裂くことができる。
殺人ビールスを仕込んだ針を放つ殺人どくろ作戦に従事する。実験として夜道でアベックと警官を殺害し、翌日には殺人針を飛ばして街中に混乱をもたらす。実験の成功を受けて地獄大使が大首領に殺人ビールスを大量に発注するが、アフリカ支部からの輸送班の飛行機が三浦海岸に不時着したため、救護班を連れて殺人ビールスの収容に向かう。トラックで現地へ向かう途中に追いかけてきた本郷猛と滝和也を煙幕でかわし、不時着現場付近の漁村で住民を脅して消えた積荷を探す。
その後、漁師に化けて村へやって来た猛と滝を騙して小屋に閉じ込め、爆弾針で小屋ごと爆破するが脱出される。戦闘員とともに仮面ライダー新1号と滝と戦い、子供たちを人質にして2人を捕らえ、爆弾針で2人を崖下に落とす。そして子供たちを人質に村人たちに積荷の在処を白状させようとし、積荷を隠していた少年に案内させて積荷の箱を入手する。しかし、猛が少年を救出し、再び新1号と戦う。戦いの中で箱は破壊され、ライダーキックを無効化するものの、投げ飛ばされて岩に激突したことで体の針が爆発して怯んだところにライダー稲妻キックを受けて崖から蹴り落されて爆発する。
第66話では、地獄大使が執り行う悪魔祭りによりショッカー墓場から蘇る。毒トカゲ男と共に立花レーシングクラブを襲撃する。新1号に悪魔祭りを妨害されると、他の怪人とともに新1号と戦うが、ライダー返しで投げられたザンジオーと激突し爆死する。
映画『仮面ライダー対じごく大使』では、地獄大使に率いられた再生怪人軍団の1体として登場。戦闘員を率いてエミとトッコを救出しようとした本郷を襲わせる。その後の消息は明らかになっていない。
- 演（漁師） - 吉原正皓[2][67]
- 声 - 沢りつお（第62話）、八代駿（第66話）[11]・山下啓介（映画）[10]
- スーツアクター - 瀬島達佳[出典 102]
- 脚本では冒頭に改造手術のシーンが存在した[37]。また、最後はライダー三段キックを受けた後に殺人針が胸に刺さって溶けるという展開であった[37]。
- カルビー『仮面ライダースナック』付属の仮面ライダーカードでは、名称をハリネズラと記述しているものもある[C 20]。

## サイギャング
第63話・第66話・第68話・映画『仮面ライダー対じごく大使』に登場。
サイをモチーフとする改造人間。バイク戦を得意とする。口から火を吐く。設定では角を抜いて短刀のように用いたり、角から催涙ガスを放ったり、目つぶし爆弾を放つとされる。また、大砲の弾をも跳ね返す堅固な皮膚を持つ。
仮面ライダー打倒のため死神博士がアフリカ支部から呼び寄せる。新聞記者に扮して本郷猛のオートレースのライバルである勝丸功を誘拐し、死神博士が勝丸を催眠術で操る。勝丸に誘い出された練習中の猛を襲撃し、催涙弾で猛を一時的に失明させ崖下に落とす。しかし、猛に止めを刺さなかったことで死神博士から叱責される。
猛と勝丸が出場する東日本ロードレース選手権の最中に勝丸の妨害でコースアウトした猛をバイク部隊で襲うが蹴散らされ、次にピットで補給用のガソリンに爆薬を仕掛けるが、勝丸のスタッフが誤って猛のガソリンを勝丸のバイクに補給したため失敗する。そして仮面ライダー新1号と戦い、ライダーパンチを角に受けて怯んだところにライダーきりもみシュートで投げ飛ばされて爆発する。
第66話では、地獄大使が執り行う悪魔祭りによりショッカー墓場から蘇る。カミキリキッドの特訓でライダーキックを再現するが、カミキリキッドからダメ出しを受ける。新1号に悪魔祭りが妨害されると、他の怪人とともに1号と戦うがライダーパンチで倒される。
第68話では怪人トレーニングセンターで特訓を行う怪人軍団の1体として登場する。
映画『仮面ライダー対じごく大使』では、地獄大使に率いられた再生怪人軍団の1体として登場。ジャガーマンとともに戦闘員オートバイ部隊を率いて、地獄大使を追跡する新1号を阻む。時間稼ぎが成功すると退却した。
- 演 - 岡田勝（人間態B）[2]
- 声 - 山下啓介（第63話・第66話・映画）[10][11]
- スーツアクター - 瀬島達佳[出典 111]
- 第66話の脚本では登場の指定はなく、現場判断による[14]。
- サイギャングに関連するキャラクター
  - 『仮面ライダーV3』に登場する怪人サイタンクや『仮面ライダー (スカイライダー)』に登場する怪人サイダンプには、強靭な装甲のサイモチーフの怪人というコンセプトが継承されている[70]。
  - 『仮面ライダークウガ』に登場するゴ・ジャラジ・ダは、口元のデザインなどにアルマジロングやサイギャングの手法が取り入れられている[75]。

## セミミンガ
第64話・映画『仮面ライダー対じごく大使』に登場。
セミ（ミンミンゼミ）をモチーフとする改造人間。背中の羽根を震わせて物体を破壊させる殺人音波を放つことができる。口吻を刺して、人間の体液や仮面ライダーのエネルギーを吸い取る。左手の巨大な鋏が武器。飛行能力も持つ。
殺人音波により東京都民を全滅させることを任務とする。殺人音波のテストとしてナオキやミツルらからセミを奪って売ろうとしていた男を殺害し、地獄大使の命令で現場にいた子供たちも殺害しようとする。トラックの荷台から殺人音波を放ち、ナオキが運ばれた本郷猛のマンションを破壊するが、猛には通用せず逃走する。しかし、追ってきた猛や滝和也と戦い、猛が変身した仮面ライダー新1号を負傷させる。
猛が入院している間に電波塔をショッカータワーとして占拠し、作戦を次の段階へ進めようとする。ショッカータワーを探る立花藤兵衛らを捕らえ猛を呼び出すが、タワーの周囲には新1号と滝によって音波妨害電流が流されていたため作戦は失敗し、ライダー返しで地面に叩きつけられ、動きが鈍ったところにライダーキックを受けて爆発する。
映画『仮面ライダー対じごく大使』では、地獄大使に率いられた再生怪人軍団の1体として登場。カミキリキッドに率いられ、エミとトッコを救出しようとした本郷をゴキブリ男・ギリーラとともに襲う。戦いの最中にフェードアウトするが、その後、朝霧高原で戦闘員騎馬隊を指揮して仮面ライダーと再戦する。カミキリキッドが捕らえた立花藤兵衛とユリを人質にして新1号の動きを封じるが、滝和也に2人が救出され新1号が反撃に出ると退却する。その後は画面には登場していない。
- 声 - 槐柳二（第64話）、峰恵研（映画）[10][11]
- スーツアクター - 瀬島達佳[出典 118]
- 夏休みシーズン対策として、以後昆虫をモチーフとした怪人の登場が増えている[70]。
- 脚本での名称はセミミンガーであった[70][77]。カルビー『仮面ライダースナック』付属の仮面ライダーカードではこちらの名称を用いている[C 22]。
- プレイステーション2用ソフト『仮面ライダー 正義の系譜』に登場[81]。選定理由はデザインにメリハリがあり、殺人音波は他の攻撃と差別化できるため[81]。

## カブトロング
第65話・第68話・映画『仮面ライダー対じごく大使』に登場。
カブトムシをモチーフとする改造人間。角から麻酔液を放ち、人間を催眠状態にして操る。左手は電磁ハサミになっている。カブトムシに変身する能力も持つ。
ショッカースクールで子供たちに悪の教育を施すことを任務とする。仮面ライダーと一緒にカブト虫を採るという名目で集められた子供たちを麻酔液で操り、ショッカースクール第1期生として暗躍させる。子供を集めていたバスを追っていた本郷猛をバスの中に閉じ込め、踏切で事故を起こさせようとし、猛が変身した仮面ライダー新1号とバスの押し合いを繰り広げるが、衝突寸前のところで阻止される。そして新1号と戦うが、加勢に現れた滝和也を捕らえ、ショッカースクールの卒業試験として子供たちにカブトムシ型手榴弾で殺害させようとする。しかし、生徒に扮して潜入していた五郎の発信機から場所を割り出していた1号によって滝は救出され、新1号との戦いの末、巴投げで投げ飛ばされた後、ライダーキックで吊り橋から叩き落とされて爆死する。
第68話では怪人トレーニングセンターで特訓を行う怪人軍団の1体として登場する。
映画『仮面ライダー対じごく大使』では、地獄大使に率いられた再生怪人軍団の1体として登場。地獄大使の策略により、廃ビルの基地に本郷と滝を誘き出し、通路に2人を閉じ込めて毒ガスで溶かそうとする。本郷が変身して脱出すると交戦するが、新1号の一撃を腹に受けて倒される。
- 声 - 池水通洋（第65話）、八代駿（映画）[10][11]
- スーツアクター - 瀬島達佳[出典 128]
- 第65話は4月の段階で完パケとして納品されていたが、子供に人気の高いカブトムシをモチーフとした怪人が登場するため、夏季の放送として約3ヶ月持ち越された[70]。
- スーツでは、頭部の角は殺陣の安全性のため中に芯が入っておらず、その後の劇場版や特写では角の形状が劣化している[13]。
- 毎日放送主催の「ショッカー怪人人気コンテスト」ではいちばんすきな怪人部門第3位にランキングされた[70]。第1位・第2位は劇場版に登場するカミキリキッドとザンジオーであったため、テレビシリーズの怪人としてはトップである[70]。
- その他の作品に登場するカブトロング
  - 山田ゴロ版漫画『仮面ライダー』では、『テレビランド』1978年10月号付録掲載の「仮面ライダー誕生!!」に登場[87]。テレビと違い、2号誕生前の敵で本郷の3体目の相手。

### ショッカースクール生徒
第65話に登場。名称は資料に基づく。
仮面ライダーと一緒にカブトムシを採るという名目で集められ、カブトロングの麻酔液によって操られる子供たち。カブトムシ型の手榴弾で滝和也を殺害しようとするが、カブトロングが仮面ライダー1号に倒されたことで元に戻る。

## カミキリキッド
第66話、映画『仮面ライダー対じごく大使』に登場。

## ギリザメス
第67話に登場。
ノコギリザメをモチーフとする改造人間。ゴールドショッカーベルトを着用した初の強化怪人である。口から炎を吐き、キック殺しという技でライダーキックの威力を相殺することができる。左手は刃物状になっている。設定では鼻先はドリルであるとされる。書籍『仮面ライダー画報』ではアルプス支部所属と記述している。
ショッカー世界会議の情報を流して仮面ライダーをおびき出し抹殺するV作戦に従事する。アルプスでFBI捜査官のピエール・アンドレを殺害し、日本でアンドレの情報によりショッカーの指令書を奪取した立花藤兵衛を襲撃する。その後、新1号と戦って指令書を奪われる。
V作戦によって要塞島に誘き出されアンドロガスを浴びた新1号に止めを刺そうとするが、仮面ライダーに水中に組み付かれて空中に運ばれ、ライダーきりもみシュートを受けて岩盤に叩きつけられて爆発する。
- 声 - 八代駿
- スーツアクター - 大杉雄太郎[出典 136]、瀬島達佳[2][96]
- 元々は死神博士の正体として用意されていたが、藤岡弘の失踪に伴う内容の変更により死神博士との決着が先送りになったため通常の怪人として登場することとなった（死神博士および仮面ライダー対じごく大使も参照）[出典 137]。襟元は死神博士のマントを模したもので[91][93]、鼻先は隕石の誘導装置という設定であった[70]。
- 脚本での名称はノコギリザメスで[70][91]、予告でもこの名称で呼ばれている。

### その他の作品に登場するギリザメス
- 映画『仮面ライダー×スーパー戦隊×宇宙刑事 スーパーヒーロー大戦Z』では、スペースショッカーのスペースイカデビル軍に所属する怪人として登場。
- 映画『平成ライダー対昭和ライダー 仮面ライダー大戦 feat.スーパー戦隊』では、地下帝国バダンの怪人として登場。
- 映画『スーパーヒーロー大戦GP 仮面ライダー3号』では、歴史改変の影響により世界征服を実現したショッカーの怪人として登場。声は関智一。
- プレイステーション2用ソフト『仮面ライダー 正義の系譜』に登場[81]。選定理由は本来死神博士の正体になるはずだったから[81]。

## イカデビル
第68話に登場。

## ギラーコオロギ
第69話に登場。
コオロギをモチーフとする改造人間。両手には突き刺した人間を操る死のツメを持ち、これに刺された人間は赤い爪が生えて他の人間を襲うようになり3日後に死亡する。額からは殺人音波を放つ。
死の爪の毒を蔓延させることを任務とする。本郷猛の先輩である小川信二を殺人音波で操り、小川が開催する自然科学研究所に集った子供たちを死のツメで襲う。ナオキとミツルの知らせを受けて自然科学研究所へやって来た仮面ライダー新1号と戦い、殺人音波で新1号を追い詰めるが、巻き添えを食った戦闘員が爆発した隙に逃げられる。
その後、地獄大使の命令により、小川を使って猛を吸収マットで囲まれた部屋に閉じ込め、殺人音波で殺害しようとするが、窓から脱出される。そして屋外で新1号と戦うが、殺人音波を当てることができず、新1号が投げた戦闘員の剣が額の音波発信器に刺さって破壊して悶え苦しんでいたところに空中で投げ飛ばされてライダーキックを食らい爆死する。
- 声 - 八代駿
- スーツアクター - 石丸強志[出典 144]
- 準備稿ではギラーゴウロギという名称であった[98]。
- 脚本ではライダーきりもみシュートで倒されるという展開であった[98]。
- スーツは撮影途中で右目が破損している[98][101]。
- 第68話のトランポリンカットに一瞬映り込んでいる[98]。

## エレキボタル
第70話に登場。
ホタルをモチーフとする改造人間。体内に電気を貯めこんでおり、東京都の10日分の大電力を充電されている。ホタルを操って人間に催眠術をかけるエレキ催眠（エレキ催眠術）や頭部の高圧電流の火球を投げつけるエレキファイヤーなどの技を用いる。
東京中の電気を奪って壊滅させることを任務とする。エレキ催眠でナオキを操り、本郷猛と滝和也を多摩川の第3水門に誘き出し2人を襲い、滝を負傷させるが逃走され、地獄大使から叱責を受ける。
次にナオキを操ってミツルとライダーガールズを捕らえて操り、アジトに潜入した猛や滝と戦わせる。操った5人が猛らに気絶させられると自ら仮面ライダー新1号と戦い、一時は優勢に立つものの、猛が立花藤兵衛に用意させていたワイヤーを簡易アースにして体内の電気を抜かれ、ライダー返しで岩場に叩きつけられて爆発。
- 声 - 市川治[出典 151][注釈 33]
- スーツアクター - 滑川広志[出典 152]
- モチーフや名称は、第70話の脚本を担当した桶谷五郎ことNET制作局員の関口恭司が自ら発案したものである[109]。
- 次回予告ではライダーガールズを襲うカットが追加されている[105]。
- エレキボタルに関連するキャラクター
  - 『仮面ライダーカブト』に登場する怪人ランピリスワームは、後頭部のデザインがエレキボタルを意識したものとなっている[110]。

## アブゴメス
第71話に登場。
毒アブをモチーフとする改造人間。口に毒針を持ち、両手からはロケット弾を放つ。
メキシコ支部から来日し、有馬温泉に滞在中のノーベル賞候補である電気工学博士の木原博士をショッカーの協力者にし、電波撹乱装置で日本の通信電波を混乱させることを任務とする。メキシコから尾行してきたFBI捜査官のジョージを殺害するが、その現場を少女キャッシーに目撃され、滝和也と本郷猛が現れたため逃走する。その後、キャッシーを暗殺しようとした戦闘員を追う仮面ライダー新1号を襲い、戦闘員らが立花藤兵衛らを捕らえたことを告げる。
人間体で有馬温泉に到着すると木原博士に接触し誘拐する。その木原は猛の変装であったが既に正体を見抜いており、地獄大使が本物の木原を捕らえると移動中のロープウェイから猛を落とす。木原への脅迫として捕らえた滝や藤兵衛らを処刑しようとするが、無事であった新1号に妨害され、パンチを受けて後ろ向きになったところで空中に投げ飛ばされ、ライダーニーブロックで倒される。
- 演（連絡員） - 佐藤京一[2][112]（声は八代駿[112]）
- 声 - 八代駿[出典 160][注釈 37]
- スーツアクター - 滑川広志[出典 161]
- その他の作品に登場するアブコメス
  - すがやみつる版漫画『仮面ライダー』ではバラランガと共に仮面ライダーに挑みかかる。ガニコウモルに首を刎ねられ、バラランガの後を追う。

## モスキラス
第72話に登場。
カをモチーフとする改造人間。針のついた管状の口で人間の血液や体液を吸い尽くして白骨化させる。設定では飛行能力も持つとされる。南米支部から来日して青岸渡寺の地下にアジトを構えており、那智滝の滝壺にも入口が通じている。
勝浦沖での海底基地建設に従事し、勝浦を来訪中の立花藤兵衛一行を襲う。虫取りに向かうナオキとミツルを誘拐し、藤兵衛らを殺害しようとするが、仮面ライダー新2号に妨害されて逃走する。那智滝へ追ってきた新2号を滝壺に落とすとライダーガールズを騙して捕らえ、アジトに現れた本郷猛と滝和也に対して人質の5人を盾にすると猛から体液を吸うが、すでにアジトに潜入していた新2号に妨げられ、新1号と新2号を同時に相手では不利と見て空を飛んで逃走する。しかし、瀞峡の吊り橋にて追い詰められ、新1号のライダーニードロップを経て新2号とのライダーダブルキックで倒される。
- 演（怪僧） - 岩上瑛[出典 167]
- 声 - 八代駿[注釈 39]
- スーツアクター - 滑川広志[出典 168]
- デザインは高橋章[122]。
- 『たのしい幼稚園新案カード 図鑑ぼくらの仮面ライダー』で紹介された怪人かいじんモスキートが原型となっており[98][123]、準備稿でもこの名称が用いられていた[98][118]。
- 特写では、ゴールドショッカーベルトではなく通常の銀色のベルトを着用している[93]。
- アクションを担当した滑川広志は、瀞峡でのアクションについて、着ぐるみの視界が悪いために怖かったと述べている[124]。
- ライダーダブルキックで倒された初の怪人でもある[125]。
- その他の作品に登場するモスキラス
  - 『仮面ライダーSD マイティライダーズ』では、ドクトルGの配下として登場。仮面ライダーの血液からDNAを採取する役を担う。

## シオマネキング
第72話・第73話に登場。

## シラキュラス
第74話に登場。
シラミ（ケジラミ）をモチーフとする改造人間。設定ではショッカードクターによって製造された毛ジラミが改造されたとされる。左手の注射針で人間の血を吸い取り吸血人間として操る。針自体がコンクリートをも貫く武器にもなる。口からは強酸性の赤い溶解泡を吐く。透明化能力を持つ。
改造人間の手術に必要な血液を入手することを任務とする。病院を襲って看護婦を吸血人間にし、西東京血液銀行を襲撃して血液を奪う。科学陣が要望する子供の血を集めるため、吸血人間になった看護婦や警備員に団地で菓子を配らせ、集まった子供たちから血を採取する。少年仮面ライダー隊員の放った伝書鳩から異変を察知した本郷猛と滝和也を団地で襲い、滝を毒に侵す。少年仮面ライダー隊が発見した血液輸送車を追って来た仮面ライダー新1号にアジトへ潜入され、対決するものの解毒剤を奪われ、科学者に溶解泡を誤射してしまう。最期は投げ飛ばされた後にライダードロップキックを受けて泡を吹いて身体が溶けて爆死する。
- 声 - 池水通洋 / スーツアクター - 滑川広志[出典 178]
- 名前はシラミとドラキュラに由来する[126][128]。準備稿での名称はシラミギュラであった[126][128]。

### 吸血人間
第74話に登場。名称は資料に基づく。
シラキュラスによって血を吸われ操られた人間。目の周りに隈ができ、影が無くなる。口に2本の牙が生え、これで他人に咬み付き吸血する。シラキュラスが襲った病院の看護婦・血液銀行の警備員・団地の子供たちなどが操られ、シラキュラスの作戦に従事したり本郷猛と滝和也を襲うなどする。シラキュラスが倒された後の動向は明らかになっていない。

## バラランガ
第75話に登場。
バラをモチーフとする改造人間。全身の触手（花の茎）に生えたトゲには強力な麻薬成分があり、匂いを嗅いだだけでも人間を気絶させる効果がある。このトゲを投げつけたり、バラを突き刺すなどして人間を操る。頭部の花弁からは麻酔ガスを噴出する。バラ館をアジトとし、バラ子という女性に変身して館の主人を名乗る。
地獄大使の罠で誘き寄せられた滝和也や少年仮面ライダー隊を操り、本郷猛を襲わせることを任務とする。滝を捕らえるとバラ館に運び込み、バラ子の姿で滝の前に現れて介抱したと偽る。怪しんで館を探る滝に正体を気付かれるが、バラを突き刺してアジトに捕らえる。そして、館にやって来た本郷猛/仮面ライダー新1号と戦うが、不利になり逃走する。
その後、アジトを監視していた少年仮面ライダー隊を操り、滝とともに少年仮面ライダー隊本部を襲わせるが、猛によって阻止され滝らの洗脳を解かれる。操られたままのふりをした滝をアジトに招き入れてしまい、大首領の指摘によって真相を知り、滝を殺害しようとするが新1号に妨げられる。最期はライダースクリューブロックで木に頭部を打ち付けられ、バラの姿になって火花を吹いて炎上して死亡する。
- 演（バラ子） - 松沢のの[2][134]
- 声 - 沼波輝枝
- スーツアクター - 滑川広志[出典 186]
- 脚本ではバラ子は車椅子に乗っているという設定であった[126]。
- 『たのしい幼稚園新案カード 仮面ライダー怪人図鑑』では同じくバラをモチーフとしたどくバラおんなが描かれており、バラランガの原型と推測されている[126]。
- カルビー『仮面ライダースナック』付属の仮面ライダーカードでは、名称をバラランカと記述している[C 44][C 43]。
- その他の作品に登場するバラランガ
  - すがやみつる版漫画『仮面ライダー』ではアブゴメスと共に仮面ライダーを倒そうとする中、乱入したガニコウモルに真っ二つにされる。

## シードラゴン
第76話に登場。
タツノオトシゴをモチーフとする改造人間。左腕と鳴き声の異なるI世・II世・III世の3体が登場する。
右手は触手が2本生えており、1万2千ボルトの電流が流れている。
駄菓子屋で売られている怪獣のカンヅメモンスターから成長し、子供たちを襲う。
- 声 - 村越伊知郎[注釈 48]
- スーツアクター - 滑川広志[出典 193]
- スーツは1体のみで、左腕を差し替えている[140]。
- 缶詰から成長するアイデアは、当時流行していたシーモンキーに由来する[126][140]。準備稿ではザリガニアンというザリガニの怪人であったが[140]、先行して放送された『変身忍者 嵐』第15話のザリガニ鬼とモチーフが被るため変更された[126]。
- 3体いるにもかかわらず、あまりにあっけなく倒されたため、雑誌『テレビマガジン』1973年2月号における架空のインタビュー記事で「一番弱いと思った怪人」を尋ねられた本郷猛は、シードラゴンの名を挙げていた[126][143]。
- その他の作品に登場するシードラゴン
  - すがやみつる版漫画『仮面ライダー』では、ショッカーの残党としてシードラゴン4世（左手が触手）とシードラゴン5世（右手が触手）が同時に登場[144]。ゲルショッカーのクラゲウルフが、仮面ライダーの弱点を見極めるのに利用される。
  - プレイステーション2用ソフト『仮面ライダー 正義の系譜』に登場[81]。選定理由は腕を変えるだけで3体とお得だから[81]。

### シードラゴンI世
ナオキの買ったカンヅメモンスターが成長。左手はハサミ状になっている。
夜中にナオキを襲った後、工事現場で作業員を殺害する。駄菓子屋を調査する本郷猛に同行していたナオキを捕らえ人質にするが、仮面ライダー新1号に足が弱点であることを見ぬかれ、廃ビルから落とされて炎上する。

### シードラゴンII世
ミツルの買ったカンヅメモンスターが成長。左手は付け根の両脇からトゲが生えたスパイク状になっている。
I世が倒された後、弱点の足を改良される。溺れる人間に化けて助けに来た猛を水中に引きずり込み、アジトへ連れ帰る。しかし、猛はアジトに潜入するために気絶したふりをしており、アジト内で新1号と戦い、改造手術用の電気ドリルで全身に穴を開けられて炎上する。

### シードラゴンIII世
劇中では明言されないが、チョコが買ったカンヅメモンスターが成長したものとされる。左手は刺又になっている。
II世が倒された後に地獄大使に呼び出され新1号と戦う。ライダーパンチで貯水池に落とされ、爆死する。

## イモリゲス
第77話に登場。
イモリをモチーフとする改造人間。長い舌を巻きつけて、高熱を発して相手を溶かす。また体を赤い液体に変化させて住居に進入する能力も持つ。
伊香保温泉にある牧場の地下に飛行場を建設することを任務とし、作業用の奴隷にするため近隣で男性を誘拐している。伊香保の少年仮面ライダー隊員・透からの連絡を受けて調査にやって来た滝和也と少年仮面ライダー隊を襲い、助けに現れた仮面ライダー新1号を高熱の舌で苦しめるが、滝らの反撃に遭い、滝の下に落とされ逃走する。
その後、仮面ライダーの抹殺を誓うと透やその友人であるひとみとその姉を拉致し、本郷猛に地獄谷へ1人で来るよう要求する。地獄大使とともに地獄谷で猛を待ち構えるが、滝に人質を救出され、新1号と戦う。ライダーキックで崖下に落とされるも、液体化して川で新1号を奇襲しようとするが、舌を踏み潰され、ライダースクリューキックを受けてもなお、立ち上がるが力尽きて爆発、炎上する。
- 声 - 山下啓介[注釈 54]
- スーツアクター - 滑川広志[出典 206]
- 脚本での名称はイモリギャランであった[出典 207]。カルビー『仮面ライダースナック』付属の仮面ライダーカードや石川森彦版漫画『仮面ライダー』の『ディズニーランド』昭和47年12月号掲載分ではこちらの名称を用いている[C 48]。また、準備稿ではタコシャークという怪人の登場が予定されていた[137][146]。
- 脚本では地獄大使は前身には現れず、イモリゲスが人質をとっているという展開であった[146]。
- その他の作品に登場するイモリゲス
  - 『仮面ライダーV3』では、第27話・第28話に登場。デストロンにより再生されたショッカー怪人の1体。新たに口から火炎を吐くようになった。スーツは『仮面ライダー』のものが使用されたが[151][146]、ベルトは通常のものに変更された[14]。
  - プレイステーション2用ソフト『仮面ライダー 正義の系譜』に登場[152]。選定理由は気持ち悪いから[152]。

## ウニドグマ
第78話に登場。
ウニをモチーフとする改造人間。口から高熱火炎のドグマファイヤーを放つ。左手はトゲ状になっており、設定では刺した相手を溶かすとされる。卵は生きた人間を栄養分として成長するという特性を持つ。
占領したオオタケ村で、ウニドグマを量産させることで人間を大量虐殺する計画を任務とする。オオタケ村の住民を殺害し、戦闘員が墓場に卵を隠すところを目撃した邦夫を追おうとするが、地獄大使の命令により村の警備を優先するよう命じられる。戦闘員とともに殺害した邦夫の両親に化けて村を訪れた立花藤兵衛とヨッコを欺き、邦夫を捕らえて卵の養分にしようとするが、正体に感づいた藤兵衛により妨害される。
その後、戦闘員によって墓地に誘導された滝和也と藤兵衛らを捕らえ、卵の餌食にしようとするが、本郷猛に妨げられる。新1号と戦い、ライダーパンチに耐えるものの、ライダーきりもみシュートで空中に投げ飛ばされて炎上する。
- 声 - 辻村真人
- スーツアクター - 滑川広志[出典 215]
- 予告では、ウニドクマとナレーションされていた。
- その他の作品に登場するウニドグマ
  - 別冊冒険王のすがやみつる版漫画『仮面ライダー』ではムカデコンドルの現金強奪を補佐。輸送車に潜んでいた仮面ライダーに轢き殺される。
  - 『仮面ライダーV3』では、第27話・第28話に登場。デストロンにより再生されたショッカー怪人の1体。スーツは『仮面ライダー』のものが使用されたが[151][146]、ベルトは通常のものに変更された[14]。
- ウニドグマに関連するキャラクター
  - 『仮面ライダーオーズ/OOO』に登場するウニアルマジロヤミーはウニドグマを参考にしている[156]。

## ガラガランダ
第79話に登場。